# كورتلاند (نيويورك)
كورتلاند (بالإنجليزية: Cortland, New York)‏ هي مدينة تقع في الولايات المتحدة في كورتلاندفيل. يقدر عدد سكانها بـ 19,204 نسمة ومساحتها 10.2 كم2 ووترتفع عن سطح البحر 344 متر.

## التركيبة السكانية
حدّد مكتب تعداد الولايات المتحدة بيانات التركيبة السكانية لكورتلاند في تعداد الولايات المتحدة. في ما يلي، التركيبة السكانية حسب تعدادي 2000 و2010.

### تعداد عام 2000
بلغ عدد سكان كورتلاند 18,740 نسمة بحسب تعداد عام 2000، وبلغ عدد الأسر 6,922 أسرة وعدد العائلات 3,457 عائلة مقيمة في المدينة. في حين سجلت الكثافة السكانية 1,848.1 نسمة لكل كيلومتر مربع (4,786.6/ميل2). وبلغ عدد الوحدات السكنية 7,550 وحدة بمتوسط كثافة قدره 744.6 لكل كيلومتر مربع (1,928.5/ميل2).
وتوزع التركيب العرقي للمدينة بنسبة 95.72% من البيض و1.56% من الأمريكيين الأفارقة و0.25% من الأمريكيين الأصليين و0.57% من الأمريكيين ذوي الأصول الآسيوية و0.02% من سكان جزر المحيط الهادئ و0.56% من الأعراق الأخرى و1.33% من عرقين مختلطين أو أكثر و1.72% من الهسبانيون أو اللاتينيون من أي عرق.
بلغ عدد الأسر 6,922 أسرة كانت نسبة 26.7% منها لديها أطفال تحت سن الثامنة عشر تعيش معهم، وبلغت نسبة الأزواج القاطنين مع بعضهم البعض 34.7% من أصل المجموع الكلي للأسر، ونسبة 11.4% من الأسر كان لديها معيلات من الإناث دون وجود شريك، بينما كانت نسبة 3.9% من الأسر لديها معيلون من الذكور دون وجود شريكة وكانت نسبة 50.1% من غير العائلات. تألفت نسبة 36% من أصل جميع الأسر من عدة أفراد يعيشون في نفس المنزل ونسبة 13% كانت تتألف من شخص يعيش بمفرده يبلغ من العمر 65 عاماً أو أكثر. وبلغ متوسط حجم الأسرة المعيشية 2.28، أما متوسط حجم العائلات فبلغ 2.95.
بلغ العمر الوسطي للسكان 27.8 عاماً. وكانت نسبة 18.3% من القاطنين تحت سن الثامنة عشر، وكانت نسبة 15.3% بين الثامنة عشر والرابعة والعشرين عاماً، ونسبة 23.1% كانت واقعةً في الفئة العمرية ما بين الخامسة والعشرين والرابعة والأربعين عاماً، ونسبة 16.4% كانت ما بين الخامسة والأربعين والرابعة والستين، ونسبة 11% كانت ضمن فئة الخامسة والستين عاماً فما فوق. يوجد لكل 100 أنثى 91.7 ذكر، ويوجد لكل 100 أنثى في الثامنة عشر من عمرها فما فوق 87.6 ذكر.
بلغ متوسط دخل الأسرة في المدينة 26,478 دولارًا، أما متوسط دخل العائلة فبلغ 39,167 دولارًا. وكان متوسط دخل الذكور 29,857 دولارًا مقابل 21,614 دولارًا للإناث. وسجل دخل الفرد الخاص بالمدينة 14,267 دولارًا. وكانت نسبة 13.9% من العائلات ونسبة 24.7% من السكان تحت خط الفقر، وكان من هؤلاء نسبة 25.1% تحت سن الثامنة عشر ونسبة 15.2% في الخامسة والستين من العمر وما فوق.

### تعداد عام 2010
بلغ عدد سكان كورتلاند 19,204 نسمة بحسب تعداد عام 2010، وبلغ عدد الأسر 6,946 أسرة وعدد العائلات 3,294 عائلة مقيمة في المدينة. في حين سجلت الكثافة السكانية 1,893.9 نسمة لكل كيلومتر مربع (4,905.2/ميل2). وبلغ عدد الوحدات السكنية 7,433 وحدة بمتوسط كثافة قدره 733 لكل كيلومتر مربع (1,898.5/ميل2).
وتوزع التركيب العرقي للمدينة بنسبة 92.79% من البيض و2.85% من الأمريكيين الأفارقة و0.25% من الأمريكيين الأصليين و0.94% من الأمريكيين ذوي الأصول الآسيوية و0.02% من سكان جزر المحيط الهادئ و0.85% من الأعراق الأخرى و2.30% من عرقين مختلطين أو أكثر و3.24% من الهسبانيون أو اللاتينيون من أي عرق.
بلغ عدد الأسر 6,946 أسرة كانت نسبة 25.3% منها لديها أطفال تحت سن الثامنة عشر تعيش معهم، وبلغت نسبة الأزواج القاطنين مع بعضهم البعض 29.6% من أصل المجموع الكلي للأسر، ونسبة 12.8% من الأسر كان لديها معيلات من الإناث دون وجود شريك، بينما كانت نسبة 5% من الأسر لديها معيلون من الذكور دون وجود شريكة وكانت نسبة 52.6% من غير العائلات. تألفت نسبة 36.2% من أصل جميع الأسر من عدة أفراد يعيشون في نفس المنزل ونسبة 11.5% كانت تتألف من شخص يعيش بمفرده يبلغ من العمر 65 عاماً أو أكثر. وبلغ متوسط حجم الأسرة المعيشية 2.30، أما متوسط حجم العائلات فبلغ 2.94.
بلغ العمر الوسطي للسكان 26.0 عاماً. وكانت نسبة 17% من القاطنين تحت سن الثامنة عشر، وكانت نسبة 31.4% بين الثامنة عشر والرابعة والعشرين عاماً، ونسبة 20.9% كانت واقعةً في الفئة العمرية ما بين الخامسة والعشرين والرابعة والأربعين عاماً، ونسبة 19.8% كانت ما بين الخامسة والأربعين والرابعة والستين، ونسبة 10.9% كانت ضمن فئة الخامسة والستين عاماً فما فوق. وتوزع التركيب الجنسي للسكان بنسبة 47.6% ذكور و52.4% إناث.

## المناخ
يظهر الجدول التالي التغييرات المناخية على مدار السنة لكورتلاند:
| البيانات المناخية لـكورتلاند              | البيانات المناخية لـكورتلاند | البيانات المناخية لـكورتلاند | البيانات المناخية لـكورتلاند | البيانات المناخية لـكورتلاند | البيانات المناخية لـكورتلاند | البيانات المناخية لـكورتلاند | البيانات المناخية لـكورتلاند | البيانات المناخية لـكورتلاند | البيانات المناخية لـكورتلاند | البيانات المناخية لـكورتلاند | البيانات المناخية لـكورتلاند | البيانات المناخية لـكورتلاند | البيانات المناخية لـكورتلاند |
| الشهر                                     | يناير                        | فبراير                       | مارس                         | أبريل                        | مايو                         | يونيو                        | يوليو                        | أغسطس                        | سبتمبر                       | أكتوبر                       | نوفمبر                       | ديسمبر                       | المعدل السنوي                |
| ----------------------------------------- | ---------------------------- | ---------------------------- | ---------------------------- | ---------------------------- | ---------------------------- | ---------------------------- | ---------------------------- | ---------------------------- | ---------------------------- | ---------------------------- | ---------------------------- | ---------------------------- | ---------------------------- |
| الدرجة القصوى °ف (°م)                     | 68 (20)                      | 65 (18)                      | 85 (29)                      | 90 (32)                      | 93 (34)                      | 96 (36)                      | 100 (38)                     | 98 (37)                      | 100 (38)                     | 90 (32)                      | 81 (27)                      | 68 (20)                      | 100 (38)                     |
| متوسط درجة الحرارة الكبرى °ف (°م)         | 30.6 (−0.8)                  | 32.8 (0.4)                   | 41.9 (5.5)                   | 54.1 (12.3)                  | 67.6 (19.8)                  | 76.3 (24.6)                  | 81.0 (27.2)                  | 79.4 (26.3)                  | 70.7 (21.5)                  | 59.0 (15.0)                  | 46.2 (7.9)                   | 35.1 (1.7)                   | 56.2 (13.5)                  |
| متوسط درجة الحرارة الصغرى °ف (°م)         | 15.2 (−9.3)                  | 15.7 (−9.1)                  | 24.1 (−4.4)                  | 34.4 (1.3)                   | 45.3 (7.4)                   | 54.3 (12.4)                  | 58.8 (14.9)                  | 56.9 (13.8)                  | 49.3 (9.6)                   | 39.3 (4.1)                   | 31.7 (−0.2)                  | 21.5 (−5.8)                  | 37.2 (2.9)                   |
| أدنى درجة حرارة °ف (°م)                   | −25 (−32)                    | −26 (−32)                    | −13 (−25)                    | 11 (−12)                     | 23 (−5)                      | 32 (0)                       | 39 (4)                       | 35 (2)                       | 27 (−3)                      | 18 (−8)                      | 2 (−17)                      | −17 (−27)                    | −26 (−32)                    |
| الهطول إنش (مم)                           | 2.74 (70)                    | 2.49 (63)                    | 3.12 (79)                    | 3.22 (82)                    | 3.28 (83)                    | 4.08 (104)                   | 3.37 (86)                    | 2.98 (76)                    | 3.97 (101)                   | 3.17 (81)                    | 3.49 (89)                    | 3.41 (87)                    | 39.32 (999)                  |
| متوسط تساقط الثلوج إنش (سم)               | 19.7 (50)                    | 19.2 (49)                    | 13.2 (34)                    | 4.0 (10)                     | 0 (0)                        | 0 (0)                        | 0 (0)                        | 0 (0)                        | 0 (0)                        | .3 (0.76)                    | 8.2 (21)                     | 22.3 (57)                    | 86.9 (221)                   |
| متوسط أيام هطول الأمطار (≥ 0.01 in)       | 17.4                         | 14.3                         | 14.3                         | 13.4                         | 12.1                         | 11.8                         | 10.6                         | 10.2                         | 11.5                         | 12.6                         | 15.2                         | 16.8                         | 160.2                        |
| متوسط الأيام المثلجة (≥ 0.1 in)           | 9.1                          | 7.0                          | 4.5                          | 1.7                          | 0                            | 0                            | 0                            | 0                            | 0                            | .1                           | 3.2                          | 7.6                          | 33.2                         |
| المصدر #1: NOAA (normals 1971–2000),      |                              |                              |                              |                              |                              |                              |                              |                              |                              |                              |                              |                              |                              |
| المصدر #2: The Weather Channel (extremes) |                              |                              |                              |                              |                              |                              |                              |                              |                              |                              |                              |                              |                              |

## أعلام
- تود جاكسون
- باول بلاكبيرن
- جدعون ك. مودي
- كرايغ غروبر
- ديفيد يوجين سميث
- إدوارد بي. توماس
- جون أبركرومبي
- فرد كيتشام